# Női röplabdatorna az 1992. évi nyári olimpiai játékokon
Az 1992. évi nyári olimpiai játékokon a női röplabdatornát július 29. és augusztus 7. között rendezték. A tornán 8 nemzet csapata vett részt.

## Lebonyolítás
A 8 résztvevőt 2 darab 4 csapatos csoportba sorsolták. Körmérkőzések döntötték el a csoportok végeredményét. A csoportokból az első helyezettek közvetlenül az elődöntőbe jutottak. A második és harmadik helyezettek a négy közé jutásért egy újabb mérkőzést játszottak. Az elődöntő győztesei játszották a döntőt, a vesztesek a bronzéremért mérkőzhettek.

## Csoportkör
| Színmagyarázat                                                                                   |
| ------------------------------------------------------------------------------------------------ |
| A csoportok első helyezettjei bejutottak az elődöntőbe.                                          |
| A csoportok második és harmadik helyezettjei a 4 közé jutásért egy további mérkőzést játszottak. |
| A csoportok negyedik helyezettjei a 7. helyért játszhattak.                                      |

### A csoport
|                         |      | Mérkőzések | Mérkőzések | Szettek | Szettek | Szettek | Pontok | Pontok | Pontok |
| Csapat                  | Pont | Gy         | V          | Sz+     | Sz–     | SzA     | P+     | P–     | PA     |
| ----------------------- | ---- | ---------- | ---------- | ------- | ------- | ------- | ------ | ------ | ------ |
| Egyesített Csapat (EUN) | 5    | 2          | 1          | 8       | 3       | 2,667   | 158    | 101    | 1,564  |
| Egyesült Államok (USA)  | 5    | 2          | 1          | 8       | 5       | 1,600   | 171    | 153    | 1,118  |
| Japán (JPN)             | 5    | 2          | 1          | 6       | 5       | 1,200   | 146    | 127    | 1,150  |
| Spanyolország (ESP)     | 3    | 0          | 3          | 0       | 9       | 0,000   | 41     | 135    | 0,304  |

| 1992. július 29. 10:30 | Egyesített Csapat (EUN) | 3–0 | Spanyolország (ESP) | Játékvezető: Heiner Loose (GER), Jose Sanler Diaz (CUB) |
| 1992. július 29. 10:30 | (15–3, 15–0, 15–3)      |     |                     | Játékvezető: Heiner Loose (GER), Jose Sanler Diaz (CUB) |

| 1992. július 29. 13:00 | Egyesült Államok (USA)             | 2–3 | Japán (JPN) | Játékvezető: Heiner Loose (GER), Jose Sanler Diaz (CUB) |
| 1992. július 29. 13:00 | (15–13, 11–15, 12–15, 15–8, 13–15) |     |             | Játékvezető: Heiner Loose (GER), Jose Sanler Diaz (CUB) |

| 1992. július 31. 19:00 | Egyesült Államok (USA)            | 3–2 | Egyesített Csapat (EUN) | Játékvezető: Sun Tjan Hui (CHN), Juan Angel Pereyra (ARG) |
| 1992. július 31. 19:00 | (9–15, 17–15, 15–12, 4–15, 15–11) |     |                         | Játékvezető: Sun Tjan Hui (CHN), Juan Angel Pereyra (ARG) |

| 1992. július 31. 21:30 | Japán (JPN)        | 3–0 | Spanyolország (ESP) | Játékvezető: Jose Sanler Diaz (CUB), Peter Scheffer (NED) |
| 1992. július 31. 21:30 | (15–9, 15–1, 15–6) |     |                     | Játékvezető: Jose Sanler Diaz (CUB), Peter Scheffer (NED) |

| 1992. augusztus 2. 10:30 | Egyesített Csapat (EUN) | 3–0 | Japán (JPN) | Játékvezető: Genaro Torres (MEX), Konstantinos Margaritis (GRE) |
| 1992. augusztus 2. 10:30 | (15–13, 15–11, 15–11)   |     |             | Játékvezető: Genaro Torres (MEX), Konstantinos Margaritis (GRE) |

| 1992. augusztus 2. 12:00 | Spanyolország (ESP) | 0–3 | Egyesült Államok (USA) | Játékvezető: Laert De Souza (BRA), Sun Tjan Hui (CHN) |
| 1992. augusztus 2. 12:00 | (4–15, 5–15, 10–15) |     |                        | Játékvezető: Laert De Souza (BRA), Sun Tjan Hui (CHN) |

### B csoport
|                 |      | Mérkőzések | Mérkőzések | Szettek | Szettek | Szettek | Pontok | Pontok | Pontok |
| Csapat          | Pont | Gy         | V          | Sz+     | Sz–     | SzA     | P+     | P–     | PA     |
| --------------- | ---- | ---------- | ---------- | ------- | ------- | ------- | ------ | ------ | ------ |
| Kuba (CUB)      | 6    | 3          | 0          | 9       | 2       | 4,500   | 151    | 129    | 1,171  |
| Brazília (BRA)  | 5    | 2          | 1          | 7       | 6       | 1,167   | 170    | 145    | 1,172  |
| Hollandia (NED) | 4    | 1          | 2          | 4       | 8       | 0,500   | 136    | 166    | 0,819  |
| Kína (CHN)      | 3    | 0          | 3          | 5       | 9       | 0,556   | 174    | 191    | 0,911  |

| 1992. július 29. 19:00 | Hollandia (NED)           | 1–3 | Brazília (BRA) | Játékvezető: Cho Young-Ho (KOR), Peter Henry (CAN) |
| 1992. július 29. 19:00 | (9–15, 3–15, 15–11, 7–15) |     |                | Játékvezető: Cho Young-Ho (KOR), Peter Henry (CAN) |

| 1992. július 29. 21:30 | Kína (CHN)                  | 1–3 | Kuba (CUB) | Játékvezető: Juan Angel Pereyra (ARG), Levan Stepanian (ARM) |
| 1992. július 29. 21:30 | (15–13, 11–15, 9–15, 11–15) |     |            | Játékvezető: Juan Angel Pereyra (ARG), Levan Stepanian (ARM) |

| 1992. július 31. 10:30 | Hollandia (NED)                   | 3–2 | Kína (CHN) | Játékvezető: Neill Luebke (USA), Francisco Fraile Estival (ESP) |
| 1992. július 31. 10:30 | (6–15, 15–17, 15–13, 16–14, 15–6) |     |            | Játékvezető: Neill Luebke (USA), Francisco Fraile Estival (ESP) |

| 1992. július 31. 13:00 | Brazília (BRA)             | 1–3 | Kuba (CUB) | Játékvezető: Heiner Loose (GER), Robert Clarke (USA) |
| 1992. július 31. 13:00 | (11–15, 15–3, 13–15, 9–15) |     |            | Játékvezető: Heiner Loose (GER), Robert Clarke (USA) |

| 1992. augusztus 2. 19:00 | Kuba (CUB)            | 3–0 | Hollandia (NED) | Játékvezető: Juan Angel Pereyra (ARG), Stoyan-Kostov Stoyanov (BUL) |
| 1992. augusztus 2. 19:00 | (15–11, 15–11, 15–13) |     |                 | Játékvezető: Juan Angel Pereyra (ARG), Stoyan-Kostov Stoyanov (BUL) |

| 1992. augusztus 2. 21:30 | Kína (CHN)                        | 2–3 | Brazília (BRA) | Játékvezető: Gabriel Gimenez (ESP), Levan Stepanian (ARM) |
| 1992. augusztus 2. 21:30 | (9–15, 15–7, 11–15, 16–14, 12–15) |     |                | Játékvezető: Gabriel Gimenez (ESP), Levan Stepanian (ARM) |

## Egyenes kieséses szakasz

### A 4 közé jutásért
| 1992. augusztus 4. 19:00 | Egyesült Államok (USA)     | 3–1 | Hollandia (NED) | Játékvezető: Juan Angel Pereyra (ARG), Gabriel Gimenez (ESP) |
| 1992. augusztus 4. 19:00 | (15–11, 11–15, 15–8, 15–7) |     |                 | Játékvezető: Juan Angel Pereyra (ARG), Gabriel Gimenez (ESP) |

| 1992. augusztus 4. 21:30 | Japán (JPN)                 | 1–3 | Brazília (BRA) | Játékvezető: Jean-Francois Marty (FRA), Umberto Suprani (ITA) |
| 1992. augusztus 4. 21:30 | (16–14, 13–15, 13–15, 9–15) |     |                | Játékvezető: Jean-Francois Marty (FRA), Umberto Suprani (ITA) |

### Elődöntők
| 1992. augusztus 6. 19:00 | Egyesült Államok (USA)          | 2–3 | Kuba (CUB) | Játékvezető: Sun Tjan Hui (CHN), Peter Henry (CAN) |
| 1992. augusztus 6. 19:00 | (15–8, 9–15, 15–6, 5–15, 11–15) |     |            | Játékvezető: Sun Tjan Hui (CHN), Peter Henry (CAN) |

| 1992. augusztus 6. 21:30 | Egyesített Csapat (EUN)    | 3–1 | Brazília (BRA) | Játékvezető: Shimoyama Takashi (JPN), Genaro Torres (MEX) |
| 1992. augusztus 6. 21:30 | (15–10, 13–15, 15–5, 15–5) |     |                | Játékvezető: Shimoyama Takashi (JPN), Genaro Torres (MEX) |

### A 7. helyért
| 1992. augusztus 4. 16:30 | Spanyolország (ESP) | 0–3 | Kína (CHN) | Játékvezető: Omar Belkahla (ALG), Peter Scheffer (NED) |
| 1992. augusztus 4. 16:30 | (1–15, 3–15, 3–15)  |     |            | Játékvezető: Omar Belkahla (ALG), Peter Scheffer (NED) |

### Az 5. helyért
| 1992. augusztus 6. 10:30 | Hollandia (NED)             | 1–3 | Japán (JPN) | Játékvezető: Laert De Souza (BRA), Neill Luebke (USA) |
| 1992. augusztus 6. 10:30 | (0–15, 15–11, 13–15, 10–15) |     |             | Játékvezető: Laert De Souza (BRA), Neill Luebke (USA) |

### Bronzmérkőzés
| 1992. augusztus 7. 13:00 | Brazília (BRA)      | 0–3 | Egyesült Államok (USA) | Játékvezető: Levan Stepanian (ARM), Yamagishi Norio (JPN) |
| 1992. augusztus 7. 13:00 | (8–15, 6–15, 13–15) |     |                        | Játékvezető: Levan Stepanian (ARM), Yamagishi Norio (JPN) |

### Döntő
| 1992. augusztus 7. 21:30 | Egyesített Csapat (EUN)      | 1–3 | Kuba (CUB) | Játékvezető: Cho Young-Ho (KOR), Laert De Souza (BRA) |
| 1992. augusztus 7. 21:30 | (14–16, 15–12, 12–15, 13–15) |     |            | Játékvezető: Cho Young-Ho (KOR), Laert De Souza (BRA) |

| Az 1992. évi nyári olimpiai játékok női röplabdatornájának olimpiai bajnoka |
| · KUBA · 1. cím                                                             |
| --------------------------------------------------------------------------- |

## Végeredmény
|          |                         |      | Mérkőzések | Mérkőzések | Szettek | Szettek | Szettek | Pontok | Pontok | Pontok |
| Helyezés | Csapat                  | Pont | Gy         | V          | Sz+     | Sz–     | SzA     | P+     | P–     | PA     |
| -------- | ----------------------- | ---- | ---------- | ---------- | ------- | ------- | ------- | ------ | ------ | ------ |
| Arany    | Kuba (CUB)              | 10   | 5          | 0          | 15      | 5       | 3,000   | 268    | 238    | 1,126  |
| Ezüst    | Egyesített Csapat (EUN) | 8    | 3          | 2          | 12      | 7       | 1,714   | 270    | 194    | 1,392  |
| Bronz    | Egyesült Államok (USA)  | 10   | 4          | 2          | 16      | 9       | 1,778   | 327    | 280    | 1,168  |
| 4.       | Brazília (BRA)          | 9    | 3          | 3          | 11      | 13      | 0,846   | 291    | 299    | 0,973  |
|          |                         |      |            |            |         |         |         |        |        |        |
| 5.       | Japán (JPN)             | 8    | 3          | 2          | 10      | 9       | 1,111   | 253    | 224    | 1,129  |
| 6.       | Hollandia (NED)         | 6    | 1          | 4          | 6       | 14      | 0,429   | 215    | 278    | 0,773  |
| 7.       | Kína (CHN)              | 5    | 1          | 3          | 8       | 9       | 0,889   | 219    | 198    | 1,106  |
| 8.       | Spanyolország (ESP)     | 4    | 0          | 4          | 0       | 12      | 0,000   | 48     | 180    | 0,267  |